# Купа Митропа
Купа Митропа (понякога наричана Средноевропейската купа) е първият международен клубен турнир по футбол в Европа. Провежда се от 1927 до 1992 г. с паузи между 1941 и 1955 г.

## История
Турнирът започва по идея на австриеца Хуго Майзъл. Първият мач от турнира се играе на 14 август 1927 г.
Първите няколко години участват по два отбора от Австрия, Унгария, Чехословакия и Югославия, след няколко сезона участниците стават по четири от страна, а малко по-късно се присъединяват и отбори от Италия, Швейцария и Румъния.
По време на Втората световна война турнирът не се провежда, възстановен е през 1955 г.
С основаването на европейските клубни турнири от страна на УЕФА, турнирът за купа Митропа постепенно започва да губи своето значение. През осемдесетте години на 20 век се взима решение, вместо водещите отбори от страните-участнички, в турнира да участват клубове от вторите лиги на съответните първенства. Това води до още по-сериозно намаляване на интереса към турнира. Последният финал се играе в италианския град Фоджа между Борац (Баня лука) и унгарският БВСК Будапеща и завършва 5:3 за Борац след изпълнение на дузпи. Мачът се играе пред по-малко от хиляда зрители.

## Носители на купа Митропа
1927 ФК Спарта (Прага)
1928 Ференцварош
1929 ФК Уйпещ
1930 ФК Рапид Виена
1931 Първи виенски ФК
1932 ФК Болоня
1933 Аустрия Виена
1934 ФК Болоня
1935 Спарта Прага
1936 Аустрия Виена
1937 Ференцварош
1938 ФК Славия Прага
1939 ФК Уйпещ
1940 Ференцварош
1941-1955 не се провежда
1951* ФК Рапид Виена
1955 Вереш Лобого
1956 ФК Вашаш
1957 ФК Вашаш
1958.* ФК Цървена Звезда (купата се дава под името „Дунав“)
1959 ФК Хонвед
1960* Унгария
1961 ФК Болоня
1962 ФК Вашаш
1963 МТК
1964 Спарта Прага
1965 Вашаш
1966 Фиорентина
1967 ФК Спартак Търнава
1968 ФК Цървена звезда
1969 ФК Интер Братислава
1970 ФК Вашаш
1971 НК Челик
1972 НК Челик
1973 ФК Татабаня
1974 ФК Татабаня
1975 ФК Вакер (Инсбрук, 1915)
1976 ФК Вакер (Инсбрук, 1915)
1977 ФК Войводина
1978 ФК Партизан
1979 отложен
1980 Удинезе
1981 ФК Татран Прешов
1982 Милан
1983 Вашаш
1984 ШК Айзенщат
1985 Искра Бугойно
1986 СК Пиза
1987 Асколи
1988 СК Пиза
1989 ФК Баник Острава
1990 АС Бари
1991 ФК Торино
1992 ФК Борац Баня Лука
Забележка: През 1960 г. играят по 6 отбора от страна, след това точките им се събират и печели нацията с най-добри показатели. Турнира печели Унгария.

## Отбори с най-много купи
Вашаш, Будапеща 6
Спарта Прага 3
ФК Болоня 3